# 李晟 (唐朝)
李晟（727年—793年），字良器，洮州臨潭人，唐朝军事人物。初為邊鎮裨將，因戰功升至右神策軍都將，因平朱泚之亂，被封為西平郡王。

## 生平
祖父李思恭，父為李欽，世代在隴右為中下軍官。李欽在李晟出生數年後就過世了。李晟對母親相當孝順，個性雄烈，有才幹，善常騎馬射箭，武藝不凡，十八歲時便投身軍旅。史載李晟「身長六尺，勇敢絕倫」。
又李晟奉旨立五廟，當是時，“一門荷寵於聖朝。四代追榮於幽穸”。廟成之日，正議大夫行尚書工部侍郎賜紫金魚袋張彧撰《忠武先廟碑記》，李彝篆額。

### 討平朱泚之亂
唐代建中年間，淮西節度使李希烈發動叛亂，圍攻襄城。唐德宗調動涇原節度使姚令言前去增援，哪知姚令言卻帶五千人馬前來長安要求犒賞，隨即倒戈並推舉剛被削權的太尉朱泚為頭領。德宗一時情急，帶同妃子、王子和公主逃到奉天。
隨後，朱泚自稱大秦皇帝，進攻奉天。幸好在前郭子儀的手下大將渾瑊的統領下，反賊朱泚久未能攻下，而同時，兩支分別由朔方節度使李懷光和神策將軍李晟率領的兵馬前來支援，朱泚眼見如此，也只有退兵長安再作打算。李晟乘勝追擊進軍長安，可是，到達城外竟然發現李懷光因被離間而和應朱泚，在被前後夾攻的危急情況下，李晟臨危未亂，掛著忠義之師的旗幟，不少長安城外的唐軍都前來增援，睜眼間，將士士氣高漲，李懷光見勢色不對逃到河中。李晟愛民，不願在長安城內打巷戰，所以決定從城北直接攻入皇宮，當了僅僅六個月的大秦重帝朱泚不敵慌忙逃走，在甘肅彭原為親信所殺。而叛將李懷光在渾瑊等將的追擊下自縊而死，自稱楚皇帝的李希烈則於貞元二年（786年）被手下所殺。
李晟軍紀嚴明，深得長安居民愛護。德宗得知長安被收復，樂極而泣道：「天生李晟，以為社稷，非為朕也。」又冊封李晟為西平郡王，拜鳳翔、隴右、河中節度使，並把其畫像掛放於凌煙閣內太宗舊臣側。
不過，李晟兵權過大，引起德宗猜忌，為防止兵變再度發生，之後將李晟的兵權削奪，轉職太尉、中書令。
贞元九年（793年），李晟病逝，享年六十七歲，諡號忠武，德宗贈太師，其後代多有居顯要者。唐僖宗期間，朝廷又編輯《興元聖功錄》記載其功績。《新唐書》、《舊唐書》有傳。

## 李晟家系
- 李侗，無祿早逝
- 李偲，無祿早逝
- 李偕，無祿早逝
- 李，河中節度使、檢校司空
  - 李叔玫
- 李聰，光祿寺主簿，早卒
- 李摠，太子中允，早卒
- 李愻，左神武軍大將軍
- 李憑，右威衛大將軍
- 李恕，光祿卿
- 李憲，嶺南節度使
- 李愬，鳳翔、隴右節度使，上柱國，涼國公，檢校左僕射，中書門下平章事
  - 李玭，鳳翔節度使、檢校尚書左僕射，贈太保
    - 李審
      - 李光嗣

    - 李紘，字坦之，嫁謝登之子謝觀
- 李懿，渭南尉
- 李聽，字正思，義成軍節度使、檢校司徒、涼國公
  - 李琢，左神武將軍
  - 李璋，太常寺太祝
  - 李瑾
  - 李璩，侍御史內供奉
  - 李瑹，左千牛衛將軍
  - 李瓊，福昌尉
  - 李琎，光王府參軍
  - 李氏，嫁劉從素
- 李惎，右羽林軍將軍
- 李慇，嵐州刺史
  - 李璵，漢州雒縣尉
  - 李琮，字溫中，都水監丞、雲騎尉
- 李怤，宣威將軍、左金吾衛大將軍
  - 李琂
    - 李縞，左武衛兵曹參軍

有孫李瓌，867年任王府長史，868年為陵州刺史；子李系，879年為湖南觀察使；子李艥、李職，937年為耀州司戶參軍。
又有孫李珰，875年為天德軍防御使，876年為兵部尚書，轉太常卿、檢校尚書右僕射；女李氏，嫁朗池縣令，贈蓬州刺史韓惟政子韓某，生韓綬，字子飾。
女婿張彧、崔樞。

## 延伸阅读
[在维基数据编辑]
 在维基文库阅读此作者作品
 《舊唐書·卷133》，出自刘昫《舊唐書》
 《新唐書/卷154》，出自《新唐書》